# A5高速公路 (意大利)
A5高速公路（義大利語：Autostrada A5），又稱奧斯塔谷高速公路（Autostrada della Valle d'Aosta），是一條連接義大利北部第二最大城市都靈，經過奧斯塔和勃朗峰隧道進入法國的高速公路，全長143.4公里。
1958年動工，1964年10月4日都靈至伊夫雷亞段通車，1970年8月27日通抵奧斯特東。2007年修至昂特雷沃。全段是歐洲E25公路和歐洲E612公路的一部份。